# Igor Lipalit
Igor Lipalit (n. 14 ianuarie 1940, Tulcea, România – d. 28 iunie 2021) a fost un canoist⁠(d) român, care a concurat la începutul anilor 1960. A câștigat o medalie de bronz în proba de 10.000 m C-2 la Campionatele Mondiale de canoe sprint din 1963⁠(d), desfășurate la Jajce⁠(d). A concurat la două jocuri olimpice de vară, unde cel mai bun rezultat al său a fost locul 4 în proba de 1000 m C-2⁠(d) de la Roma, în 1960, pe care l-a obținut în echipă cu Alexe Dumitru. Se spune că ar fi avut un rol în recrutarea lui Vasile Dîba la CS Dinamo București, unde a devenit antrenor.

## Distincții
- Ordinul „Meritul Sportiv” clasa a II-a (18 august 1976) „pentru rezultatele deosebite obținute la Jocurile olimpice de vară de la Montreal – 1976, precum și pentru contribuția adusă la dezvoltarea activității sportive și la creșterea prestigiului sportului românesc pe plan internațional”[6]